# Jan Konst
Jan Konst (Utrecht, 1 april 1963) is een Nederlands schrijver en literatuurwetenschapper. Hij is hoogleraar aan de Freie Universität Berlin.

## Leven en werk
Konst groeide op in Baarn en studeerde Nederlandse Taal- en Letterkunde aan de Universiteit Utrecht. Sinds 1993 woont en werkt hij in Berlijn, waar hij als literatuurwetenschapper en hoogleraar aan de Freie Universität verbonden is. Konst staat bekend als een belangrijk moderator van de Nederlandstalige literatuur in Duitsland. Veel van zijn wetenschappelijke publicaties richten zich op de vroegmoderne literatuur, de moderne Nederlandse literatuur en de betrekkingen tussen de Nederlandstalige en Duitstalige literatuurwereld.
Konst schreef ook meerdere werken voor een breder publiek, waarbij Duitsland en de Duitse geschiedenis veelal centraal staan. In Alles waan (2015) beschrijft hij op persoonlijke wijze de zoektocht van schrijver Louis Ferron naar diens Duitse roots. Breed aandacht, ook in Duitsland, kreeg hij voor zijn familie-epos De wintertuin (2018), over vier generaties van zijn eigen (Duitse) schoonfamilie in het Duitse Keizerrijk, de Weimarrepubliek, het Derde Rijk, de DDR en het herenigde Duitsland; het boek laat gewone mensen zien en is terughoudend in morele oordelen. In 2021 verscheen Na de revolutie, waarin hij vanuit een sociaal-historisch perspectief terugblikt op de ontwikkeling van zijn eigen generatie, ook wel de 'verloren generatie’ genoemd, geboren rond 1960.